# 2011 au Vanuatu
Cet article présente les faits marquants de l'année 2011 au Vanuatu.

## Évènements

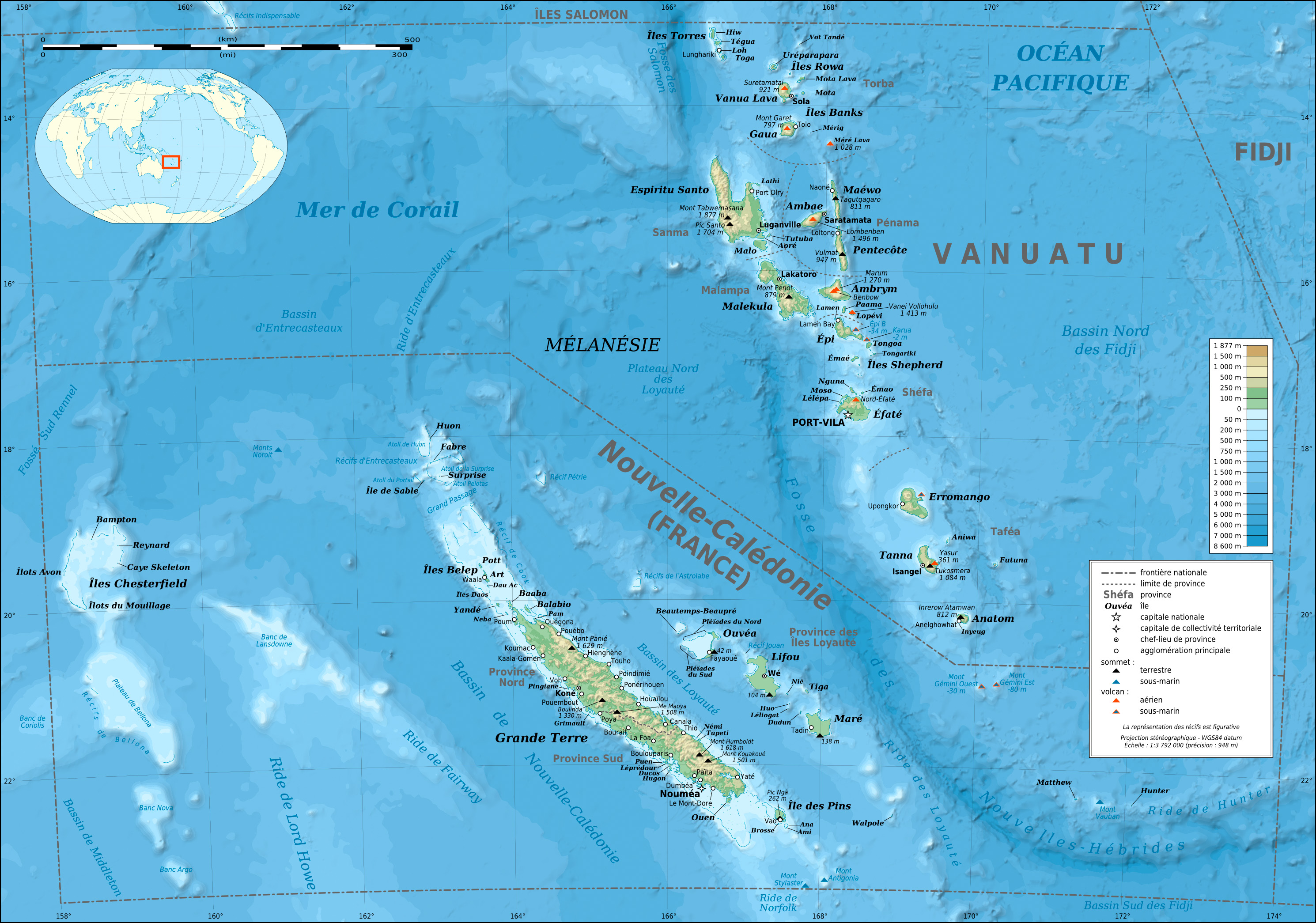
Nouvelle Calédonie et Vanuatu.

- Dimanche 9 janvier 2010 : un séisme de magnitude 6,6, suivi de fortes répliques, s'est produit sous la mer à 107 km d'Isangel et à une profondeur de 17 km, puis un autre de magnitude 6,4, à 125 km d'Isangel et à 33 km de profondeur.
- 4 mars : Marc Neil-Jones, éditeur du Vanuatu Daily Post, accuse Harry Iauko, ministre des Infrastructures, d'avoir pénétré dans son bureau avec plusieurs hommes et de l'avoir agressé physiquement. L'affaire est portée devant les tribunaux[1],[2]. Iauko est finalement condamné à une amende de Vt15 000, que Reporters sans frontières juge bien trop faible eu égard aux faits[3].
- 24 avril : le premier ministre, Sato Kilman, est renversé par une motion de confiance parlementaire, et remplacé par Serge Vohor. Le 13 mai, la cour d'appel annule l'élection de Vohor, la déclarant anticonstitutionnelle (car il avait été élu par une majorité relative et non pas absolue de députés) ; Sato Kilman retrouve ses fonctions[4].
- 15 juin : le Chief Justice Vincent Lunabek, de la Cour suprême, déclare nulle et non avenue l'élection en décembre 2010 du premier ministre Sato Kilman, celle-ci n'ayant pas été conforme aux dispositions sur le vote des députés à bulletin secret prévues par l'article 41 de la Constitution. Edward Natapei est restauré premier ministre par intérim, chargé de convoquer le Parlement pour l'élection d'un nouveau Premier ministre[5].